# Metastelma leptophyllum
Metastelma leptophyllum là một loài thực vật có hoa trong họ La bố ma. Loài này được (Schltr.) Alain mô tả khoa học đầu tiên năm 1991.